# Felix Imadiyi
Felix Imadiyi (* 25. Mai 1958) ist ein ehemaliger nigerianischer Sprinter, der sich auf den 400-Meter-Lauf spezialisiert hatte.
Beim Leichtathletik-Weltcup 1977 in Düsseldorf wurde er mit der afrikanischen Mannschaft Fünfter in der 4-mal-400-Meter-Staffel. Im Einzelbewerb trat er in der Wiederholung des Rennens nicht an, nachdem er zunächst Sechster geworden war.
1980 schied er bei den Olympischen Spielen in Moskau im Vorlauf der 4-mal-400-Meter-Staffel aus.
Seine persönliche Bestzeit von 45,46 s stellte er am 12. August 1977 in Tunis auf. 	